# Lucien Delormel
 (janvier 2012).

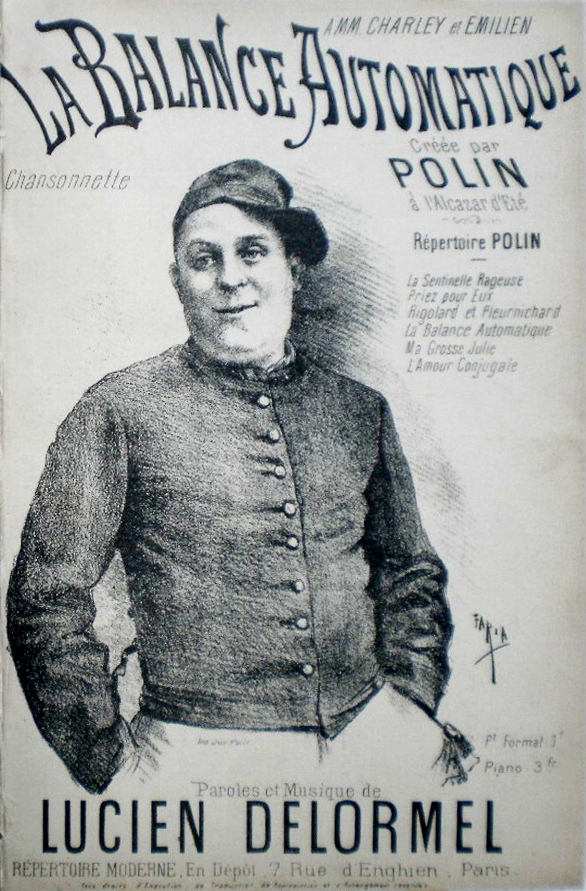
Couverture du petit format de La Balance automatique, chanson créée par Polin.

Louis Lucien Frédéric Delormel, pseudonyme Grim, est un parolier, compositeur et éditeur français né le 2 janvier 1847 à Paris (ancien 4e) et mort le 23 avril 1899 à Paris 6e,.

## Biographie
Fils de Louis Marie Achille Delormel et d'Agnès Clémentine née Rouillard, négociants, il quitte à 12 ans l'école des frères puis se présente à 18 ans au Conservatoire, où il est refusé[source insuffisante].
Il collabore d'abord avec Gaston Villemer. Ils connaissent leurs premiers succès en exploitant la veine patriotique et revancharde. Leurs créations sont signées Villemer - Delormel. En 1889, André Chadourne relève que ces « vrais frères siamois de la littérature des beuglants » sont les deux seuls paroliers qui « gagnent plus de dix mille francs par an », mais doute que leur « marchandise » soit « absolument naturelle » : « en vérité, affirme-t-il, les productions signées Villemer - Delormel dépassent les limites normales » grâce au recours à des nègres. Martial du Treuil, un autre contemporain, est de l'avis contraire : « les chansonniers édités sous la "raison sociale" Villemer et Delormel étaient bien Villemer et Lucien Delormel ».
Après la mort de Villemer, Delormel collabore avec  Léon Garnier. Leur duo, qui signe Garnier et Delormel, une « raison sociale [...] synonyme de succès » selon un journal de l'époque[source insuffisante], écrivit « la presque totalité du répertoire Paulus »[source insuffisante]. Il collabore aussi avec d'autres paroliers, tels que Louis Péricaud (pour plusieurs opérettes, dont  Deux mauvaises bonnes, Coco-Bel-Œil - musique de Lucien Collin - ou Mademoiselle Louloutte), Constant Saclé (plusieurs chansons, dont La Cocotte novice, Avec Zozo ou Tes baisers) ou Fernoël (La Pauvre fille). Villemer, Péricaud et Delormel signèrent ensemble plusieurs œuvres, dont Les trois Grâces, Un mari en grande vitesse ou Le Colosse de Rhodes.
Delormel écrivit aussi seul quelques chansons, dont Chez la somnambule, dont il composa parfois la musique, par exemple La Balance automatique (voir illustration) ou Le Déjeuner du muet. Au total, le répertoire de Delormel compte plus de quatre mille chansons.
La chanson En revenant de la revue, musique de Louis-César Desormes, créée par Paulus à la Scala en 1886, constitue une véritable satire du général Boulanger :

« Gais et contents

Nous marchions triomphants

En allant à Longchamp,

Le cœur à l'aise.

Sans hésiter

Car nous allions fêter

Voir et complimenter

L'armée française. »

il se marie le 8 juillet 1878 à Paris 10e avec Marie Monin, fille de Louis Henri Monin et de Rachel Lévy, et originaire de Besançon (Doubs). Le couple aura deux enfants : Juliette Delormel, qui n'atteint pas son premier anniversaire et meurt le 27 mai 1880 à Paris 10e, et Henri Delormel, né le 16 septembre 1880 à Paris 10e et décédé le 3 octobre 1930 à Pau (Pyrénées Atlantiques). 
Ce dernier sera auteur compositeur et éditeur de musique comme son père.

## Œuvres
- Lucien Delormel, Liberté ! strophes patriotiques., Rouen, E. Cagniard, 1871 (BNF 30319798)
- Gaston Villemer et Lucien Delormel, Les chansons d'Alsace-Lorraine, Paris, L. Bathlot, Marpon et Flammarion, 1885 (lire en ligne)
- Lucien Delormel, Chansons diverses, 1888 (BNF 30319787)
- Lucien Delormel et Léon Garnier, Recueil. Chansons, Paris, M. Clochard, 1888 (BNF 35473549)